# Goniosoma tetrasetae
Goniosoma tetrasetae is een hooiwagen uit de familie Gonyleptidae.